# Avicii Experience
Avicii Experience é um museu localizado em Estocolmo, Suécia, criado em homenagem ao produtor musical sueco Avicii. O museu foi construído para celebrar e exibir o legado e a obra do artista.

## História
Após a morte de Tim Bergling por suicídio em 2018, seus pais visitaram o Museu dos Abba, um museu interativo dedicado ao grupo ABBA. Eles decidiram que um museu similar poderia ser um tributo adequado a Avicii. Os pais de Avicii queriam oferecer aos fãs um lugar onde pudessem relembrar e celebrar o trabalho do filho, além de aprender sobre seu processo criativo na música.
Em 9 de junho de 2020, foi anunciado que um Museu em Tributo a Avicii seria inaugurado em Estocolmo no verão de 2021. Renomeado como Avicii Experience, o museu foi aberto em fevereiro de 2022 por ocasião de uma cerimônia com o Príncipe Carl Philip, a Princesa Sofia e o pai de Avicii, Klas Bergling, no Space Stockholm, um novo centro de cultura digital próximo a praça Sergel. O museu foi cofundado por Per Sundin.

## Características
O museu apresenta recriações do quarto de infância de Avicii e de sua mansão em Los Angeles. Também inclui gravações dos maiores sucessos de Avicii e a possibilidade de remixar as músicas, além de faixas inéditas. O museu interativo exibe momentos de várias fases da vida de Avicii, incluindo uma simulação do ritmo acelerado que ele viveu antes de se aposentar das turnês em 2016, com o objetivo de mostrar ao público os problemas de saúde que enfrentou. As exposições também buscam conscientizar sobre questões de saúde mental, especialmente entre jovens e na indústria musical. Parte dos lucros do museu é destinada à Tim Bergling Foundation.